# Söderåkra landskommun
Söderåkra landskommun var en tidigare kommun i Kalmar län.

## Administrativ historik
Den 1 januari 1863 började kommunalförordningarna gälla och då inrättades cirka 2 500 kommuner (städer, köpingar och landskommuner), tillsammans täckande hela landets yta. 
I Söderåkra socken i Södra Möre härad i Småland inrättades då denna kommun. 7 oktober 1921 inrättades i kommunen Bergkvara municipalsamhälle som sedan upplöstes 31 december 1955. Söderåkra påverkades inte av den landsomfattande kommunreformen 1952, medan 1971 års kommunreform medförde att Söderåkra från det året kom att ingå i Torsås kommun.
Kommunkoden 1952-1970 var 0835.

### Kyrklig tillhörighet
I kyrkligt hänseende tillhörde kommunen Söderåkra församling.

## Geografi
Söderåkra landskommun omfattade den 1 januari 1952 en areal av 106,18 km², varav 105,95 km² land.

### Tätorter i kommunen 1960
| Tätort            | Folkmängd |
| ----------------- | --------- |
| Bergkvara         | 975       |
| Söderåkra         | 531       |
| Brömsebro, del av | 75        |

Tätortsgraden i kommunen var den 1 november 1960 46,5 procent.

## Politik

### Mandatfördelning i valen 1938-1966
| 11 | 14 |

| 25 |

| 10 | 9 | 6 |

| 25 |

| 11 | 7 | 7 |

| 25 |

| 11 | 6 | 3 | 5 |

| 24 |

| 10 | 5 | 4 | 6 |

| 23 |

| 9 | 7 | 3 | 6 |

| 24 |

| 10 | 7 | 3 | 5 |

| 25 |

| 9 | 8 | 3 | 5 |

| 25 |